# Shogun Assassin
Pour plus de détails, voir Fiche technique et Distribution.
Shogun Assassin est un film américano-japonais réalisé par Robert Houston, sorti en 1980. 
Il s'agit d'un montage réalisé à partir des deux premiers films de la saga Baby Cart : Baby Cart : Le Sabre de la vengeance et Baby Cart : L'enfant massacre, doublés en anglais et avec une nouvelle bande originale.
A l'origine se trouve une série manga de Kazuo Koike, Goseki Kojima :  Lone Wolf and Cub qui a été suivie de la série vidéo.

## Synopsis
On se référera à l'article Lone Wolf and Cub.

## Fiche technique
- Titre : Shogun Assassin
- Réalisation : Robert Houston
- Scénario : Robert Houston, Kazuo Koike, Goseki Kojima et David Weisman
- Photographie : Chishi Makiura
- Pays d'origine : États-Unis - Japon
- Format : couleurs - 2,35:1 - Dolby
- Genre : action, aventure, chambara
- Durée : 85 minutes
- Date de sortie :
  - États-Unis : 11 novembre 1980[1]

## Distribution
- Tomisaburo Wakayama : Ogami Itto
- Kayo Matsuo : Supreme Ninja
- Minoru Ōki : Master of Death
- Akiji Kobayashi : Master of Death
- Shin Kishida : Master of Death
- Akihiro Tomikawa : Daigoro

## Autour du film
- Shogun Assassin est le film que regardent Beatrix Kiddo et sa fille dans Kill Bill : Volume 2[2].
- Shogun Assassin est également le film dont s'est inspiré RZA, membre et compositeur de l'univers musical du Wu-Tang Clan, dans la production de l'album emblématique Liquid Swords de GZA the Genius. En effet, cette idée vient exclusivement de RZA qui, à la fin de l'enregistrement final, voulut harmoniser l'ensemble de l'album avec ce film. Un rajout approuvé par GZA dont lui-même dit qu'il ne saurait pas ce que l'album aurait donné sans cette touche de génie… Bref, une belle combinaison qui donne naissance à l'un des plus grands classiques des années 1990 (sorti en 1995 exactement). [source insuffisante]
- Shogun Assassin sera une référence pour les créateurs de la série de The Mandalorian dans l'univers de Star Wars. (saison 1 et 2)